# Fénelon
Fénelon, pseudonimo di François de Salignac de La Mothe-Fénelon (Château de Fénelon, 6 agosto 1651 – Cambrai, 7 gennaio 1715), è stato un arcivescovo cattolico, teologo e pedagogo francese.
Precettore del duca di Borgogna, si oppose a Bossuet e cadde in disgrazia in conseguenza della «querelle» sul quietismo e, soprattutto, dopo la pubblicazione del romanzo Les Aventures de Télémaque (1699), considerato una critica alla politica di Luigi XIV. L'influenza letteraria di quel romanzo rimase notevole per almeno due secoli.

## Biografia

### Le origini
Fénelon cresce in una famiglia aristocratica del Périgord, antica ma impoverita, da Pons de Salignac, Marchese de La Mothe-Fénelon e da Louise de La Cropte. Essendo figlio cadetto – secondo di quattordici figli nati in due matrimoni paterni – e contando la famiglia già molti vescovi nella sua tradizione, fu destinato presto alla carriera ecclesiastica. Cominciò a studiare a Cahors, poi a Parigi dai gesuiti. Predicò già a 15 anni con successo.
Dopo aver studiato nel seminario di Saint-Sulpice, vicino alla sede della Compagnia di Gesù in Francia e avendo – lui, giovane prete - presto attirato l'attenzione su di sé per le sue belle prediche, fu nominato nel 1678, dall'arcivescovo di Parigi, direttore dell'l'Institut des Nouvelles Catholiques, un collegio per la rieducazione delle ragazze di buona famiglia i cui genitori, già protestanti, fossero stati convertiti al cattolicesimo.

### L'ascesa
Le sue funzioni l'ispirarono e nel 1681 trasmise la sua esperienza pedagogica nel Traité de l'éducation des filles, pubblicato solo nel 1687. Alla fine del 1685, dopo la revoca dell'Editto di Nantes del 1598, su raccomandazione di Bossuet, Luigi XIV gli affidò la direzione di una missione nel Poitou: egli intraprese così il primo dei suoi molti viaggi nelle regioni francesi dell'Ovest a maggioranza protestante, ma con poco successo, anche se alcune fonti sostengono che egli, rifiutando l'utilizzo della forza, sia riuscito con la dolcezza e l'eloquenza, a operare parecchie conversioni.
Poco dopo, nel 1685, si fece notare con il suo primo scritto teologico, il Traité de l'existence de Dieu et de la réfutation du système de Malebranche sur la nature et sur la Grâce, diretto contro i giansenisti; nello stesso tempo, espresse le sue opinioni sulla retorica nei Dialogues sur l'éloquence (1685).
In quegli anni fece parte del circolo di Bossuet, il focoso oratore dell'episcopato francese. Nel 1688 fu presentato – ricevendone una forte impressione - a Madame de Maintenon, moglie morganatica di Luigi XIV dopo la morte della regina. Ella simpatizzava, a quell'epoca, con Madame Guyon, una donna mistica e pia, e con il suo quietismo, nel quale sembra che molti francesi avessero visto un mezzo per evadere da una realtà politica che diveniva sempre più insopportabile.
Nell'estate del 1689, su proposta di Madame de Maintenon, della quale Fénelon era divenuto consigliere spirituale, fu nominato precettore del duca di Borgogna, che aveva allora 7 anni, nipote di re Luigi e suo erede al trono. Gli insegnò tutte le virtù cristiane e gli ispirò un affetto che non sarebbe mai venuto meno.
Acquisì così una posizione influente a corte, sicuramente decisiva per farlo ammettere all'Académie française nel 1693 e, quando terminò l'educazione del duca, Luigi XIV gli fece ottenere l'arcivescovado di Cambrai (1695).

### LeAvventure di Telemaco
Per il suo allievo reale, che però morì nel 1712 senza esser potuto salire al trono, Fénelon scrisse molte opere divertenti e istruttive insieme: prima una raccolta di favole, le Aventures d'Astinoüs e i Dialogues des morts modernes ma, soprattutto, nel 1694-1696, il romanzo educativo di avventure e di viaggi Les Aventures de Télémaque, fils d'Ulysse.

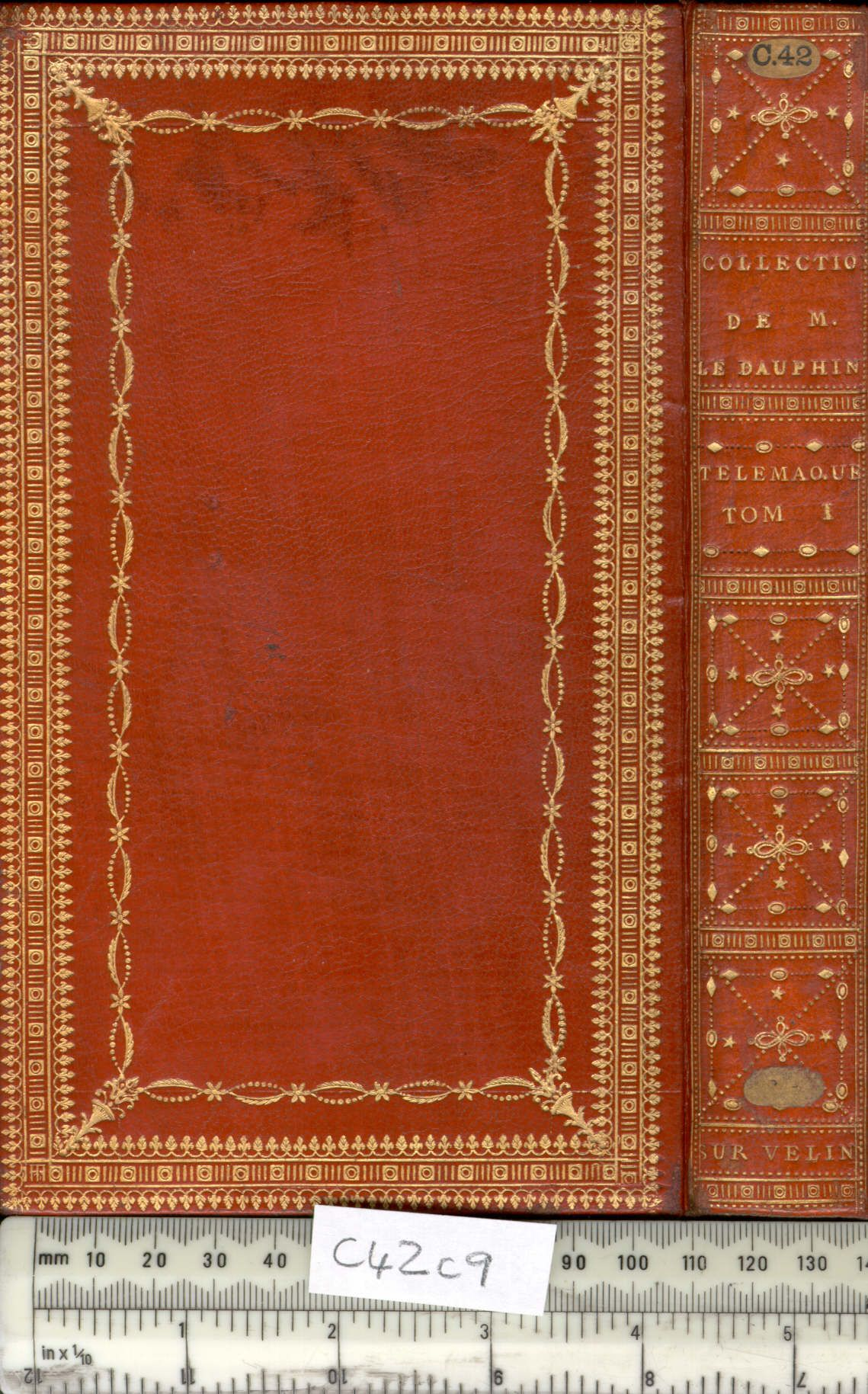
Les Aventures de Telemaque, fils d'Ulysse - copertina di Nicolas-Denis Derome per il Delfino

In questo romanzo, pseudo-storico e utopistico, egli conduce il giovane Telemaco, figlio di Ulisse, insieme con il precettore Mentore (naturalmente una sorta di Fénelon stesso) attraverso diversi paesi dell'antichità che spesso, a causa dei cattivi consiglieri dei governanti, ebbero problemi simili a quelli che attraversavano la Francia di quegli anni, soprattutto le continue guerre, problemi che tuttavia si potrebbero risolvere – almeno così sostiene Fénelon nel romanzo – grazie a una pacifica convivenza con i paesi confinanti, a riforme economiche, allo sviluppo dell'agricoltura e alla fine della produzione degli articoli di lusso.
Il maggior avversario di Fénelon a corte fu Bossuet, che pure l'aveva appoggiato in precedenza, ma nel 1694 gli si era opposto sulla questione del quietismo, una polemica teologica, e nel 1697 aveva cercato di ottenere dal papa la sua condanna per lo scritto Explication des maximes des saints sur la vie intérieure, dove Fénelon aveva preso le difese di Madame Guyon (considerata una sorta di nemica pubblica, tanto da essere stata arrestata nel 1698). Il papa Innocenzo XII condannò l'opera nel 1699, essendo state rilevate in essa 23 proposizioni eretiche e Fénelon si sottomise e abiurò.
Fénelon trasse ispirazione dagli scritti del teologo belga Jan Wiggers in virtù dell'autorevolezza di cui questi godevano per argomentare la propria posizione sul tema dell'infallibilità della Chiesa.
Dal 1698, il Télémaque cominciò a circolare a corte sotto forma di copie, e vi si volle vedere una critica appena mascherata contro il governo autoritario di Luigi XIV, contro la sua politica estera aggressiva e contro la sua politica economica mercantilista, che favoriva le esportazioni ma deprimeva i consumi interni. L'opera, che Fénelon non aveva voluto rendere pubblica, gli fu sottratta da un domestico. Ai primi del 1699, Fénelon perse il posto di precettore e quando, in aprile, il Télémaque fu pubblicato – sia pure anonimo e senza la sua autorizzazione - Luigi XIV vi vide una satira contro il suo regno, fece arrestare il tipografo e bandì dalla corte Fénelon.

### La caduta in disgrazia

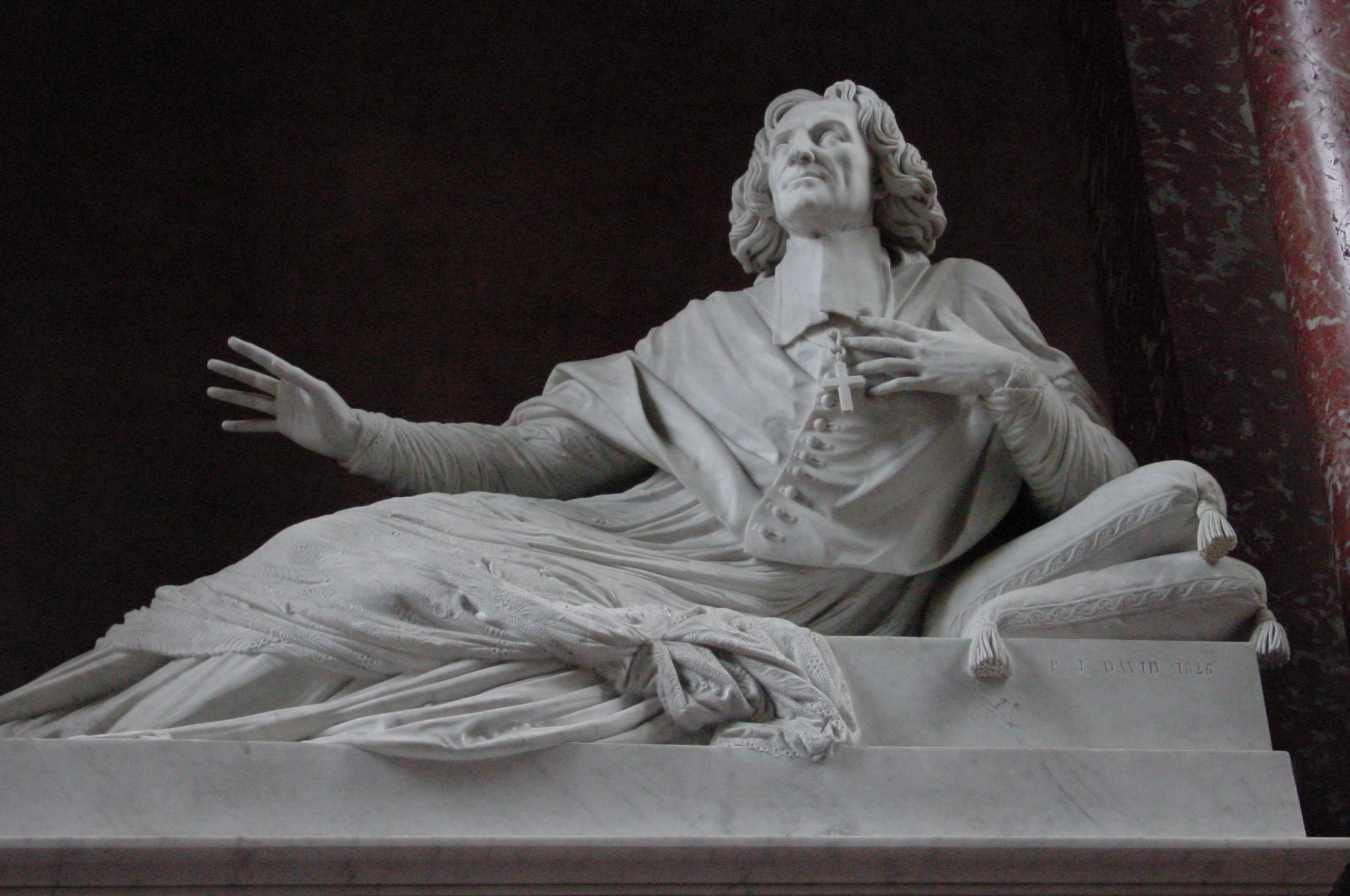
La tomba di Fénelon nella cattedrale di Cambrai

Verso il 1700, Fénelon abitò in Belgio, nella casa chiamata  «la Belle Maison», che si trovava fra i comuni di Pâturages (adesso Colfontaine) e Eugies, poi si ritirò nel suo arcivescovado di Cambrai dove, cessata ogni attività di teologo e di politico, cercò di condurre una vita esemplare, conformemente agli insegnamenti del suo Mentor (che, nel romanzo, altri non era che Atena, dea della sapienza). Nella sua diocesi si occupò dei problemi dei fedeli e della loro istruzione.
Durante il drammatico inverno del 1709, nel quale imperversarono gli effetti della carestia, si privò di tutto a favore dell'esercito che era accampato nella città. La sua reputazione attrasse a Cambrai diversi autorevoli personaggi stranieri, come Andrew Michael Ramsay, protestante che egli convertì e che, considerandosi suo allievo, non lo lasciò più. Fénelon morì nel 1715, a 64 anni, dopo aver avuto il dolore di vederlo morire.
Un capitolo delle memorie di Louis de Rouvroy de Saint-Simon è dedicato alla sua morte.
Nella Francia del XVIII e XIX secolo, il Télémaque fu uno dei libri per i giovani più letti – anche Aragon e Sartre lo lessero nella loro infanzia. Lo si considera anche come un libro che precorra lo spirito dell'Illuminismo.
Scrisse anche altre opere, che si sono perdute, avendo Luigi XIV fatto bruciare molti suoi scritti che erano conservati fra le carte del nipote.

## Genealogia episcopale e successione apostolica
La genealogia episcopale è:
- Cardinale Scipione Rebiba
- Cardinale Giulio Antonio Santori
- Cardinale Girolamo Bernerio, O.P.
- Arcivescovo Galeazzo Sanvitale
- Cardinale Ludovico Ludovisi
- Cardinale Luigi Caetani
- Vescovo Giovanni Battista Scanaroli
- Cardinale Antonio Barberini, O.S.Io.Hieros.
- Arcivescovo Charles-Maurice Le Tellier
- Vescovo Jacques Bénigne Bossuet
- Arcivescovo François de Salignac de La Mothe-Fénelon

La successione apostolica è:
- Arcivescovo Joseph Clemens von Bayern von Wittelsbach (1707)
- Vescovo Charles-François de Montmorency-Laval (1713)

## Opere
- Traité de l'éducation des filles (1687)
- Traité du ministère des pasteurs  (1688)
- Réfutation du système du père Malebranche sur la nature et la grâce (1688)
- Lettera a Luigi XIV, su site-magister.fr, 1694. URL consultato il 14 luglio 2007 (archiviato dall'url originale il 3 luglio 2007).
- Explication des maximes des saints sur la vie intérieure (1697), Spiegazione delle massime dei santi sulla vita interiore, a cura di Marco Vannini, 2010, Le Lettere,Firenze, ISBN 978 88 6087 374 3
- Les aventures de Télémaque (1699)
- Dialogues des Morts et Fables, écrits composés pour l'éducation du duc de Bourgogne (1700)
- Démonstration de l'existence de Dieu, tirée de la connaissance de la Nature et proportionnée à la faible intelligence des plus simples (1712); seconda parte pubblicata nel 1718
- Lettre sur les occupations de l'Académie (1714)
- Fables et opuscules pédagogiques (1718)
- Dialogues sur l'éloquence, avec une Lettre à l'Académie française (1718)
- Examen de la conscience d'un roi (pour le duc de Bourgogne) (1734)

La pubblicazione delle opere complete di Fénelon iniziò nel 1787 a Parigi ma l'edizione, che già comprendeva 9 volumi, si interruppe, a causa della Rivoluzione, nel 1792. La sola edizione veramente completa è quella, a cura di Gosselin e Caron, in 36 volumi.

## Curiosità
La figura di Mentore nel Télémaque ha diffuso nella cultura occidentale l'antonomasia di Mentore per "consigliere" e ha dato anche il nome alla relazione definita appunto mentoring in psicologia delle organizzazioni.